# 니미츠급 항공모함
니미츠급 항공모함(Nimitz class aircraft carrier)은 미국 해군의 핵추진 항공모함으로서 현재 10척이 운용되고 있으며, 대략 70~100여기의 함재기를 탑재하고, 승무원은 대략 6,000여명이다. 1970년대부터 건조 및 취역이 이루어졌으며, 마지막 니미츠급 항공모함은 조지 W. 부시 호이다. 군함 기호는 CVN을 사용한다. 니미츠는 제2차 세계 대전의 태평양 전선을 승리로 이끈 체스터 니미츠 제독을 기리기 위해 붙인 이름으로 네임쉽의 함명이다.

## 니미츠급 항공모함의 목록
CVN-77을 마지막으로 니미츠급 항공모함은 단종되었고, 이후 미 해군은 함교에 최첨단 스텔스 기술을 적용시킨 제럴드 포드급 항모의 리드쉽 CVN-78을 2017년 7월 22일 취역시켰다. 함명은 USS 제럴드 R. 포드이다.
- USS 니미츠 (CVN-68) - 취역 1975년 5월 3일, 퇴역 예정 2027년
- USS 드와이트 D. 아이젠하워 (CVN-69) - 취역 1977년 10월 18일, 퇴역 예정 2027년
- USS 칼 빈슨 (CVN-70) - 취역 1982년 3월 13일, 퇴역 예정 2032년
- USS 시어도어 루즈벨트 (CVN-71) - 취역 1986년 10월 25일, 퇴역 예정 2036년
- USS 에이브러햄 링컨 (CVN-72) - 취역 1989년 11월 11일, 퇴역 예정 2039년
- USS 조지 워싱턴 (CVN-73) - 취역 1992년 7월 4일, 퇴역 예정 2042년
- USS 존 C. 스테니스 (CVN-74) - 취역 1995년 12월 9일, 퇴역 예정 2045년
- USS 해리 S. 트루먼 (CVN-75) - 취역 1998년 7월 25일, 퇴역 예정 2048년
- USS 로널드 레이건 (CVN-76) - 취역 2003년 7월 12일, 퇴역 예정 2052년
- USS 조지 H.W. 부시 (CVN-77) - 취역 2009년 1월 10일, 퇴역 예정 2059년

## 이모저모
- 건조비는 원화로 5조원 이상으로 알려졌다.
- 항공모함 승무원은 대략 6045명 정도이다.
- 항모 1척 당 탑재 함재기들의 공격력은 웬만한 중소국가들의 항공력을 상회한다.
- 배 안에 자체 우체국이 있으며 연간 백만 파운드 이상의 우편물을 처리한다.
- 하루 400,000 갤런(151만 4165 리터) 이상의 신선한 물을 생산한다.
- 의료 시설로는 치과전문의 5명, 외과의 포함 일반 의사 6명이 상주하며 7~80개의 침실 병동이 있다.
- 하나의 증기발생기가 원자로로부터 생산하는 전기량은 8,000 Kw이며, 항공모함에는 8 기의 증기발생기가 설치되어 있다.
- 식품은 6000명 기준으로 90일 이상을 저장한다.

## 같이 보기
- 해군 항공